# Castagnole Monferrato
Castagnole Monferrato (Castagnòle ant ël Monfrà en piemontès) és un municipi situat al territori de la província d'Asti, a la regió del Piemont (Itàlia).
Limita amb els municipis d'Asti, Calliano, Grana, Montemagno, Portacomaro, Refrancore i Scurzolengo.
Pertanyen al municipi les frazioni de Barcara, Valenzani i Valvinera.